# Aa leucantha
Aa leucantha, jedna od dvadesetak vrsta južnoameričkih orhideja iz roda Aa. Raste na Andama Ekvadora u provincijama Azuay, Carchi, Imbabura, Pichincha.

## Sinonimi
- Aa nigrescens Schltr.
- Altensteinia leucantha Rchb.f.
- Altensteinia nigrescens (Schltr.) Løjtnant

## Vanjske poveznice
- SOF » Aa leucantha